# Turdus eunomus
El zorzal eunomo (Turdus eunomus) es una especie de ave paseriforme de la familia Turdidae que se reproduce en Siberia. Está estrechamente relacionado con el zorzal de Naumann T. naumanni, que se reproduce más al sur; a menudo los dos son considerados conespecíficos. 

## Descripción
Es un tordo de tamaño mediano pero robusto, que recuerda la estructura del zorzal real. La parte inferior de las alas es marrón rojizo, con una lista superciliar pálida.
Tiene la parte posterior y la rabadilla de color marrón oscuro; las manchas de la cara, el pecho y los flancos son de color negro, el vientre y las subcaudales son blancas. En comparación, el zorzal de Naumann tiene la espalda y la cabeza de un color marrón más pálido; las manchas de la cara, el pecho, los flancos y la cola son de color rojizo. 
La hembra es bastante similar al macho, pero las aves inmaduras tienen patrones más débiles.

## Reproducción
Se reproduce en zonas boscosas abiertas, pero a diferencia del zorzal de Naumann, es más tolerante a los hábitats montañosos y tundras. Es una especie migratoria, inverna en el sudeste de Asia, principalmente en China y los países vecinos. Es vagabundo raro a Europa occidental.
Anida en los árboles, la puesta consiste entre 3-5 huevos, el nido es desordenado pero cuidadosamente forrado. Las aves migrantes e invernantes a menudo forman pequeñas bandadas. Es omnívoro, se alimenta de una amplia variedad de insectos, especialmente mosquitos, lombrices de tierra y bayas. 